# Пуну
Пуну (кит. упр. 蒲奴, пиньинь Púnú) — шаньюй хунну с 46 год по 52 (?). Сын Юя. Не смог подавить мятеж Би. Держава Хунну развалилась на южную и северную. Остался править на севере.

## Правление
После скоропостижной гибели брата Удадихоу восточный чжуки Пуну стал шаньюем. В землях хунну случилась небывалая засуха и погибло 2/3 скота. Пуну решил заключить мир с Китаем и посланника отправил в Юйян, обратно к хуннам приехал пристав Ли Мяо. Князь Би решил, что если гордость потомков Улэй-жоди привела хуннов к такому бедственному положению, то ему будет лучше стать вторым Хуханье и примириться с Китаем. В 47 он с китайцем Го Хэном выслал карту хуннских земель и сам приехал в Сихэ, заявив, что желает быть китайским подданным. Шаньюю немедленно доложили об уезде Би. Цзяньцзян, брат Би, спешно известил его о том, что шаньюй собирается арестовать его. Би спешно собрал около 45000 войска. Шаньюй послал 10 000, но те не решились драться с превосходящим войском.
В 48 Би был провозглашён Хуханье II.